# Virtual League Baseball
Virtual League Baseball (バーチャルプロ野球'95, Virtual Pro Yakyuu '95) é um jogo de baseball que foi lançado para o console portátil Virtual Boy, da Nintendo, em 1995.[carece de fontes?] A sua sequência, Virtual League Baseball 2, foi cancelada devido ao baixo número de vendas do portátil Virtual Boy.